# Yunlong (Xuzhou)
Der Stadtbezirk Yunlong (chinesisch 云龙区, Pinyin Yúnlóng Qū) ist ein chinesischer Stadtbezirk, der zum Verwaltungsgebiet der bezirksfreien Stadt Xuzhou in der Provinz Jiangsu gehört. Sein Verwaltungsgebiet hat eine Fläche von 118 km² und er zählt 345.393 Einwohner (Stand: Zensus 2010). Er ist Zentrum und Sitz der Stadtregierung von Xuzhou.

## Administrative Gliederung
Auf Gemeindeebene setzt sich der Stadtbezirk aus sieben Straßenvierteln zusammen. 